# 泰伦那班
泰伦那班（英语：Taranabant；研发代号：MK-0364）是一种大麻素受体1反向激动剂，由于其厌食作用而被研究作为一种潜在的肥胖治疗方法。它是由默克公司发现的。
2008年10月，由于中枢神经系统的严重副作用（主要是抑郁和焦虑），默克公司停止了该药物的III期临床试验。